# Trichofeltia
Trichofeltia is een geslacht van vlinders van de familie uilen (Noctuidae), uit de onderfamilie Hadeninae.

## Soorten
- T. circumdata Grote, 1883
- T. johanseni Beutelspacher, 1983